# Fabian Serrarens
Fabian Serrarens (Amsterdam, 9 febbraio 1991) è un calciatore olandese, attaccante del TEC VV.

## Caratteristiche tecniche
È un centravanti.

## Carriera
Ha esordito in prima squadra il 5 agosto 2011 con la maglia dell'Almere City in occasione del match di campionato perso 3-2 contro l'MVV.

## Statistiche

### Presenze e reti nei club
Statistiche aggiornate al 31 agosto 2018.
| Stagione           | Squadra            | Campionato         | Campionato | Campionato | Coppe nazionali | Coppe nazionali | Coppe nazionali | Coppe continentali | Coppe continentali | Coppe continentali | Altre coppe | Altre coppe | Altre coppe | Totale | Totale | Totale |
| Stagione           | Squadra            | Comp               | Pres       | Reti       | Comp            | Pres            | Reti            | Comp               | Pres               | Reti               | Comp        | Pres        | Reti        | Pres   | Reti   |        |
| ------------------ | ------------------ | ------------------ | ---------- | ---------- | --------------- | --------------- | --------------- | ------------------ | ------------------ | ------------------ | ----------- | ----------- | ----------- | ------ | ------ | ------ |
| 2011-2012          | Almere City        | 1D                 | 23         | 6          | CO              | 2               | 0               |                    | -                  | -                  |             | -           | -           | 25     | 6      |        |
| 2012-2013          | Almere City        | 1D                 | 31         | 9          | CO              | 1               | 0               |                    | -                  | -                  |             | -           | -           | 32     | 9      |        |
| 2013-2014          | Almere City        | 1D                 | 25         | 3          | CO              | 1               | 0               |                    | -                  | -                  |             | -           | -           | 26     | 3      |        |
| 2014-2015          | Almere City        | 1D                 | 11         | 4          | CO              | 1               | 0               |                    | -                  | -                  |             | -           | -           | 12     | 4      |        |
| Totale Almere City | Totale Almere City | Totale Almere City | 90         | 22         |                 | 3               | 0               |                    | -                  | -                  |             | -           | -           | 93     | 22     |        |
| 2015-2016          | Telstar            | 1D                 | 34         | 7          | CO              | 2               | 0               |                    | -                  | -                  |             | -           | -           | 36     | 7      |        |
| 2016-2017          | Telstar            | 1D                 | 31         | 8          | CO              | 1               | 0               |                    | -                  | -                  |             | -           | -           | 32     | 8      |        |
| Totale Telstar     | Totale Telstar     | Totale Telstar     | 65         | 15         |                 | 3               | 0               |                    | -                  | -                  |             | -           | -           | 68     | 15     |        |
| 2017-2018          | De Graafschap      | 1D                 | 34+4       | 12+4       | CO              | 1               | 0               |                    | -                  | -                  |             | -           | -           | 39     | 16     |        |
| 2018-2019          | De Graafschap      | ED                 | 4          | 2          | CO              | 0               | 0               |                    | -                  | -                  |             | -           | -           | 4      | 2      |        |
| Totale carriera    | Totale carriera    | Totale carriera    | 197        | 55         |                 | 9               | 0               |                    | -                  | -                  |             | -           | -           | 206    | 55     |        |